# Neobisiidae
Neobisiidae é uma família de pseudoscorpiões com distribuição natural repartida pela África, Américas e Eurásia.

## Géneros
A família Neobisiidae inclui as seguintes espécies:
- Subfamília Microcreagrinae Balzan, 1892 :
  - Acanthocreagris Mahnert, 1974
  - Alabamocreagris Ćurčić, 1984
  - Americocreagris Ćurčić, 1982
  - Australinocreagris Ćurčić, 1984
  - Bisetocreagris Ćurčić, 1983
  - Cryptocreagris Ćurčić, 1984
  - Dentocreagris Dashdamirov, 1997
  - Fissilicreagris Ćurčić, 1984
  - Globocreagris Ćurčić, 1984
  - Halobisium Chamberlin, 1930
  - Insulocreagris Ćurčić, 1987
  - Lissocreagris Ćurčić, 1981
  - Microcreagris Balzan, 1892
  - Minicreagris Ćurčić, 1989
  - Orientocreagris Ćurčić, 1985
  - Roncocreagris Mahnert, 1974
  - Saetigerocreagris Ćurčić, 1984
  - Stenohya Beier, 1967
  - Tartarocreagris Ćurčić, 1984
  - Tuberocreagris Ćurčić, 1978
- Subfamília Neobisiinae Chamberlin, 1930 :
  - Balkanoroncus Ćurčić, 1975
  - Ernstmayria Ćurčić & Dimitrijević, 2006
  - Microbisium Chamberlin, 1930
  - Neobisium Chamberlin, 1930
  - Novobisium Muchmore, 1967
  - Occitanobisium Heurtault, 1977
  - Paedobisium Beier, 1939
  - Parobisium Chamberlin, 1930
  - Protoneobisium Ćurčić, 1988
  - Roncobisium Vachon, 1967
  - Roncus L. Koch, 1873
  - Trisetobisium Ćurčić, 1982